# G.H. Mumm

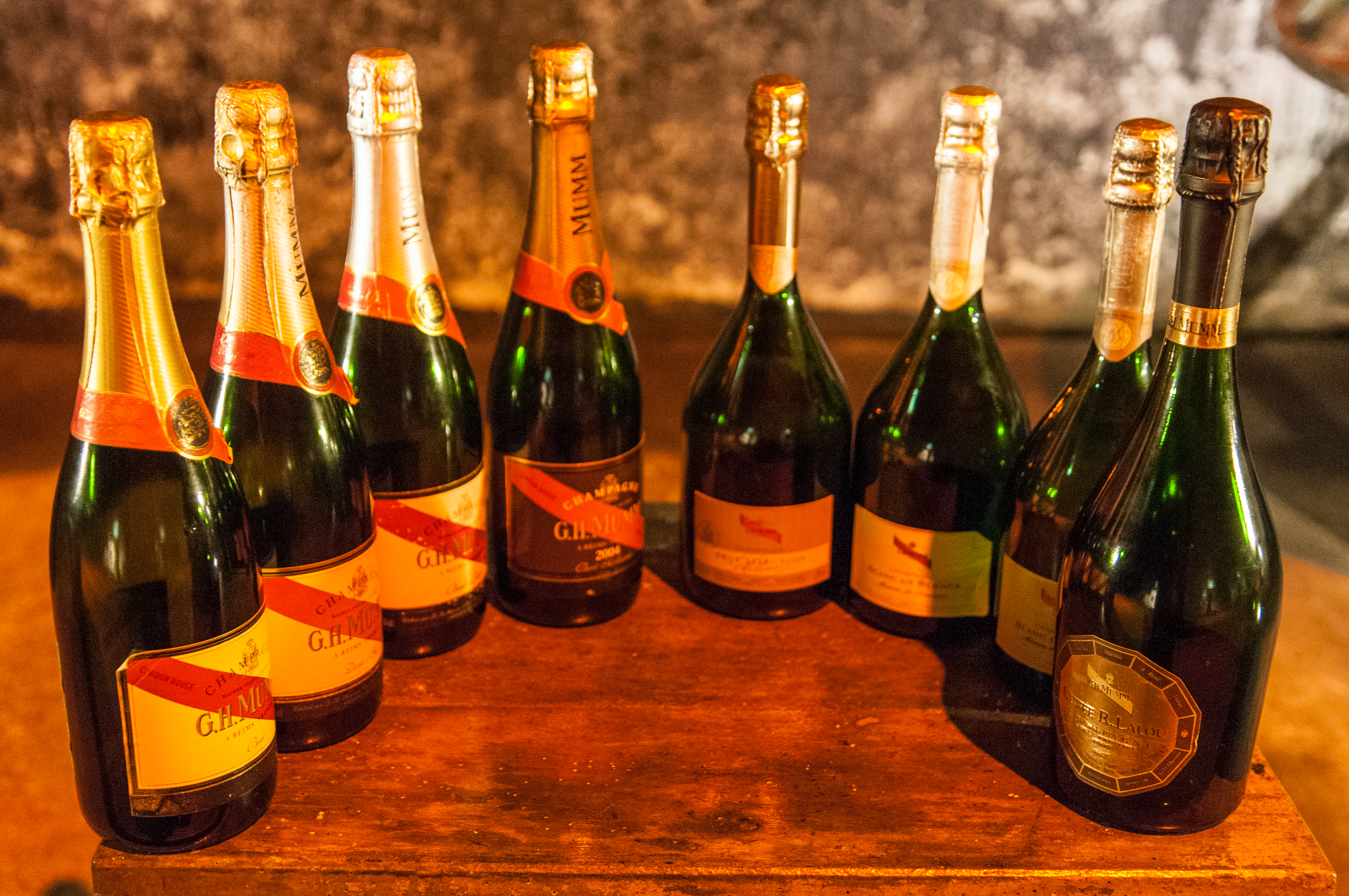
Het "gamma" van producten van Mumm

G.H. Mumm, ook wel afgekort tot Mumm en vroeger met achtervoegsel ‘& Co’, is een champagnehuis, opgericht in 1827 en gevestigd in Reims. Het maakt onderdeel uit van Pernod Ricard.
De Cuvée René Lalou is de cuvée de prestige.

## Activiteiten
Het champagnehuis bezit 218 hectare wijngaarden en produceert ieder jaar 7,5 miljoen flessen. Het huis verbouwt een derde van de benodigde druiven zelf; de rest wordt bij honderden onder contract staande boeren ingekocht.
Het eigen druiven komen van 8 uitzonderlijke terroirs die tot de meest gerenommeerde van de Champagnewijngaarden behoren: Aÿ, Bouzy, Ambonnay, Verzy, Verzenay, Mailly voor de pinot noir, Avize en Cramant voor de chardonnay.
Het huis zorgt zelf voor het persen van de druiven, een secuur werk dat de grote champagnehuizen niet graag aan anderen toevertrouwen. Om de druiven nog voordat ze oxideren te kunnen persen bezit Mumm overal in de streek persen die tijdens de oogst dag en nacht in bedrijf zijn.
Voor de opslag van de most en de jonge wijn beschikt Mumm over roestvaststalen tanks met een inhoud van soms wel 1100 hectoliter. Eiken vaten worden door Mumm niet meer gebruikt. Mumm laat de wijnen driemaal gisten. In de herfst treedt de alcoholische gisting spontaan op. De jonge wijn zal wanneer deze niet wordt gekoeld in het voorjaar spontaan de malolactische of melkzure gisting ondergaan. Mumm laat deze gisting gebeuren omdat het resultaat een diepere en meer complexe smaak is. De derde gisting is de prise de mousse in de afgesloten fles.
De champagnes van Mumm zijn typisch voor de "style de Reims" waar de champagnehuizen altijd veel pinot noir hebben gebruikt. Mumm is net als Veuve Clicquot, Roederer en Laurent-Perrier een "pinot-noirhuis".

## Geschiedenis

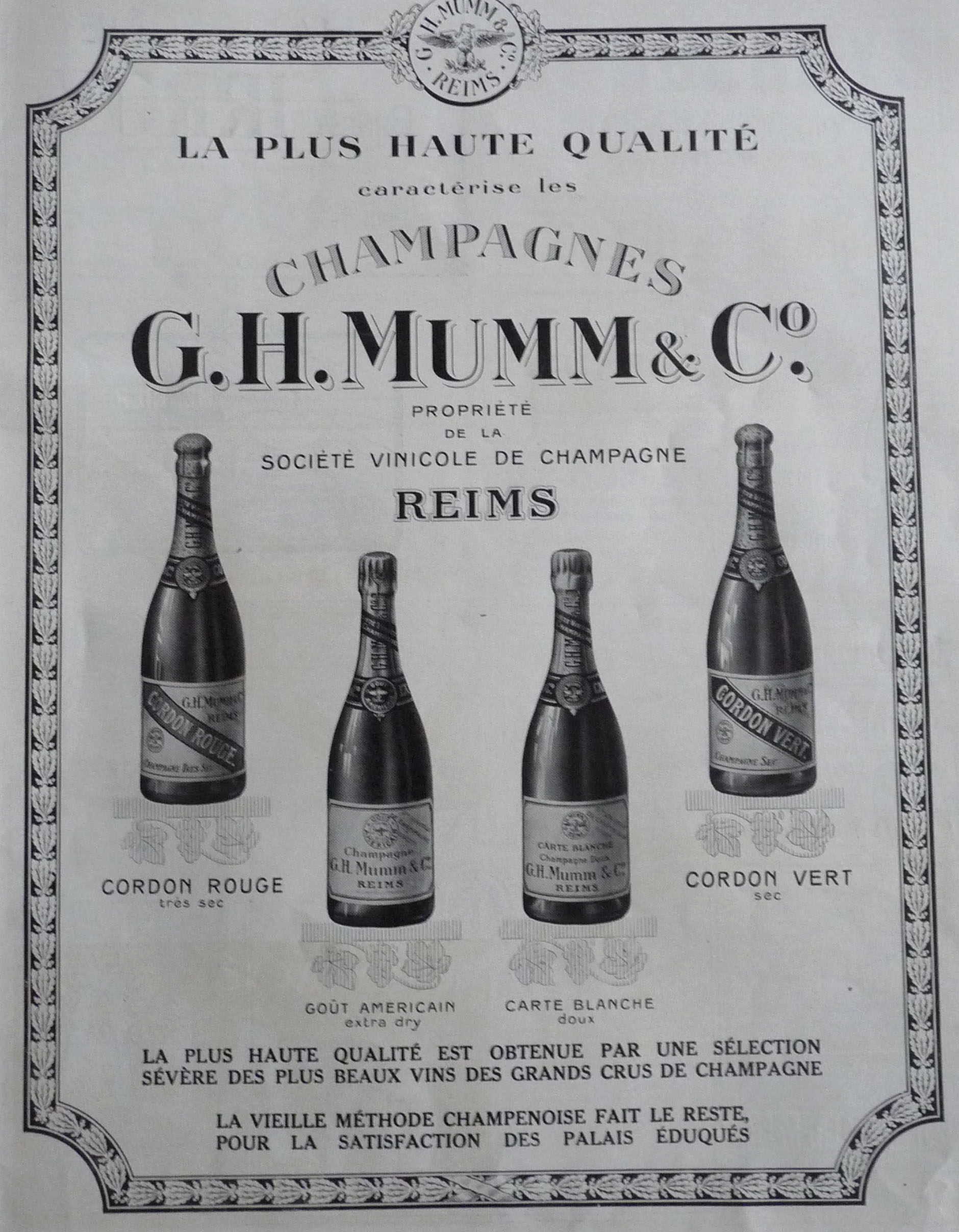
In 1923 behoorde ook een "goût Americain", een zoete champagne, tot het aanbod van Mumm.

Mumm is in 1827 opgericht door de uit Keulen afkomstige Peter Arnold Mumm. In 1852 splitsten de erven het huis in G.H. Mumm & Co en Jules Mumm. In 1910 werd Jules Mumm teruggekocht door het bedrijf dat als G.H. Mumm & Co verderging met de productie en verkoop van champagne.
In 1873 werd begonnen met de brut sans année (BSA) van het huis, de Cordon Rouge. De verkoop van deze flessen staat garant voor 80% van de omzet van het bedrijf. Na de Eerste Wereldoorlog werd Mumm als vijandelijk bezit genaast. De Franse staat verkocht het bedrijf daarop aan de drankfabrikant Dubonnet dat vooral aperitieven maakte. De Duitse eigenaren, de familie Mumm, trok zich terug in Duitsland en ging daar Sekt produceren. In 1940 werd Reims door nazi-Duitsland bezet en namen de Mumms het stuur van hun voormalige bezit weer over. In 1945 werd Mumm & Co wederom onteigend. De Mumms trokken zich weer terug in de Rheingau waar zij nog steeds Sekt maken.
Mumm nam in de loop der jaren Perrier-Jouët, Chauvet Frères en Heidsieck & Co Monopole over. In 1969 werd Mumm zelf overgenomen door de Canadese multinational Seagram. In 1999 werd Mumm verkocht aan de Frey-groep.
De kwaliteit van de Cordon-Rouge was jarenlang erg wisselvallig omdat Mumm aan de grote vraag naar deze champagne tegemoet wilde komen. Een specialiteit van het huis was jarenlang de Crémant de Cramant, een blanc de blancs monocépage champagne van chardonnay uit de gemeente Cramant. Bij de botteling werd een kleinere dosis suiker in de liqueur de tirage gedaan. Zo ontstaat een champagne met na de prise de mousse minder druk van het door de gist geproduceerde koolzuur. De belletjes in de wijn zijn dan kleiner en de 'robe', de mousse van kleine bellen koolzuur die vlak na het inschenken in het glas te zien is, is minder hard van smaak. Sinds 1994 wordt de naam crémant in het Franse recht gereserveerd voor schuimwijnen van buiten de Appellation d'Origine Contrôlée (AOC) champagne, en gebruikt Mumm de naam "Mumm de Cramant".

## Gebouwen en kelders

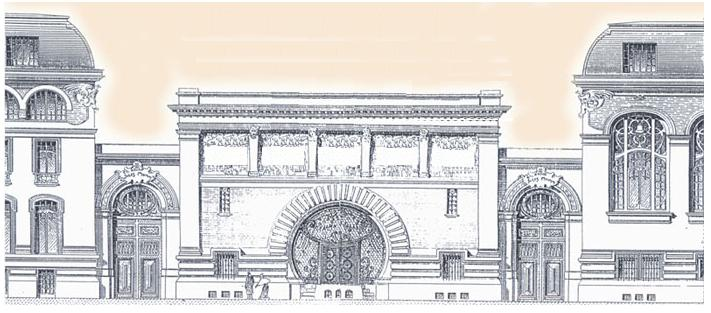
Bouwtekening van het kantoor van Mumm door Ernest Kalas.

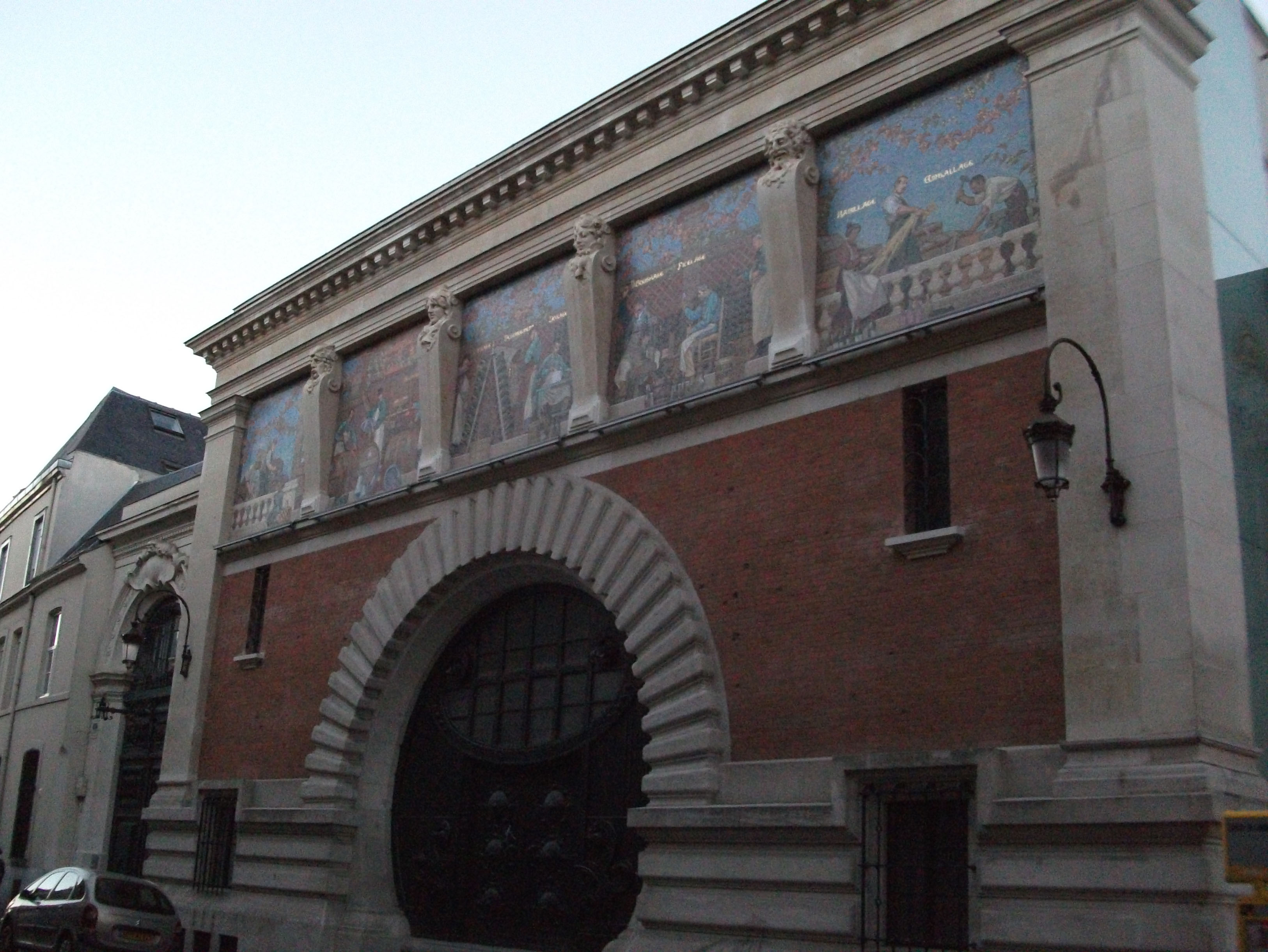
Hoofdgebouw met mozaïeken waarin de méthode champenoise wordt getoond.

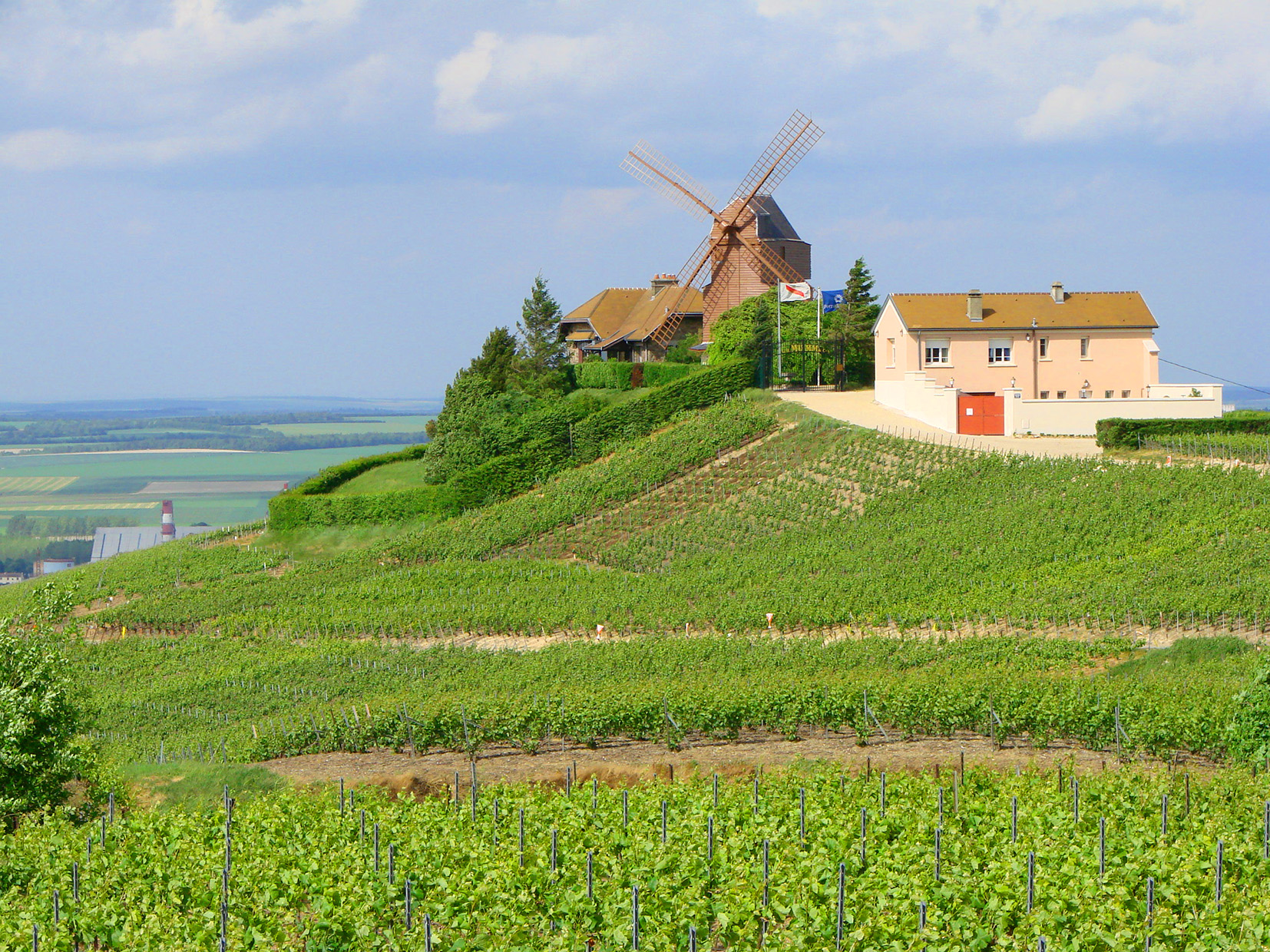
Molen in Verzenay

Mumm beschikt in Reims over een groot hoofdkantoor in art-decostijl met diepe kelders. Deze zogenaamde "crayères" zijn diep in de krijtrotsen onder Reims uitgegraven en bieden de constante temperatuur van rond de 11-12°C en de duisternis waarin de champagne het beste rijpt. Mumm is een grote champagnefabrikant en voor het verwerken van druiven, most en flessen op industriële schaal zijn moderne geautomatiseerde productielijnen gebouwd. Het huis beschikt over enorme roestvrijstalen vaten waarin most en jonge wijn worden opgeslagen. De remuage van de cuvee de prestige geschiedt nog met de hand. Voor het overige worden gyropalettes gebruikt.
De opvallend vormgegeven gevel van het hoofdkantoor is ontworpen door de architect Ernest Kalas (1861–1928). Op de gevel zijn mozaïeken aangebracht waarop wordt getoond hoe met de méthode champenoise een sprankelende wijn wordt gemaakt.
De Molen van Verzenay is sinds 1972 eigendom van G.H. Mumm en geclassificeerd als historisch monument. Hij werd in 1818 op de Mont-Bœuf gebouwd door het echtpaar Tinot-Vincen. De molen werd in 1904 gekocht door Maison Goulden en in 1923 overgenomen door Heidsieck & Co Monopole. De Molen van Verzenay is het laatste overgebleven voorbeeld van de vele 19e-eeuwse molens die ooit op de winderige Mont Rizan stonden.
De Foujita-kapel of volledig de kapel Notre-Dame-de-la-Paix werd in de tuinen van het champagnehuis gebouwd. Deze kapel markeert de bekering van Foujita en zijn vrouw tot het katholicisme in 1959. De kapel werd in 1965 versierd door de Japanse kunstenaar Leonard Foujita, met de hulp van René Lalou, destijds voorzitter van het huis.

## Champagnes
- De Cordon Rouge is de brut sans année: de meest verkochte champagne en het visitekaartje van het huis. Mumm bracht deze flessen in 1876 voor het eerst op de markt en koos de diagonale rode streep als verwijzing naar het Legion van Eer. De assemblage uit 77 verschillende cru's oftewel 77 gemeenten werd aangevuld met 25-30% wijn uit de reserve in de kelders van het huis. Onder de cru's zijn wijnen van de hellingen van de Montagne de Reims, uit de vallei van de Marne, de vallei van de Ardre, de Côte des Blancs, uit Sézannais en de Côte des Bars. Al deze oogsten werden apart tot stille witte wijn verwerkt en in de grote roestvrijstalen opslagtanks van Mumm bewaard. De wijn werd van vooral pinot noir (45%) gemaakt. Verder gebruikte men 30% chardonnay en 25% pinot meunier. De dosage suiker die met de liqueur d'expédition wordt toegevoegd is met 8 gram per liter ruim binnen de aan een brut champagne gestelde grens van 15 gram per liter. Champagne mag na anderhalf jaar rijpen op gist worden verkocht maar Mumm laat de Cordon Rouge tweeënhalf jaar rusten.
- De Rosé Brut is een roséchampagne. Mumm maakt al sinds 1860 roséchampagne, aanvankelijk onder de naam "Royal Rosé". De 12 tot 14 rode wijn die voor de kleur bij het mengsel is gevoegd komt uit dorpen in de Champagnestreek zoals Bouzy, Verzenay en Les Riceys. Ook hier is de basis van de assemblage wijn uit 77 gemeenten. Mumm gebruikt 60% pinot noir, 18% pinot meunier en 22% chardonnay. Voor een constante kwaliteit en behoud van de stijl wordt ook deze wijn met oudere wijn vermengd. De roséchampagne rust 15 maanden en wordt na de prise de mousse aangevuld met 6 gram suiker.
- De Demi-sec is een dessertwijn van 60% pinot meunier, 35% pinot noir en wat chardonnay. Ook hier wordt de réserve van het huis gebruikt om de wijn te verbeteren. Daarbij gebruikt men de oudste en best gerijpt wijnen. Per liter champagne wordt bij de dégorgement 40 gram suiker toegevoegd. De suiker maakt deel uit van de liqueur d'expédition. In de 19e eeuw waren de champagnes veel zoeter dan nu met een dosage van wel 150 gram suiker per liter, maar dit is de zoetste wijn van het champagnehuis Mumm tegenwoordig maakt. De flessen hebben 15 maanden op gist gerijpt.
- De Brut Millésimé is gemaakt van druiven uit een enkel wijnjaar. Omdat een millésime niet met wijn uit de reserve wordt verbeterd, kan Mumm alleen in goede wijnjaren een millésime maken. Dat gebeurde in 1998, 1999, 2002, 2004 en 2006. In november, nadat de druiven de eerste alcoholische gisting hebben ondergaan, beoordelen de keldermeesters en assembleurs of de jonge wijn geschikt zal zijn voor een millésime of "vintage". Pinot noir van de hellingen van de Montagne de Reims is in de millésimes de belangrijkste druif en die wordt aangevuld door chardonnay uit Cramant, Avize en Oger. Pinot meunier is dan wel fruitig maar de wijn van deze druiven rijpt minder goed en deze druif wordt door Mumm voor de millésime of "vintage" die lange tijd op gist rijpt niet gebruikt.Cuvée René Lalou, capsul

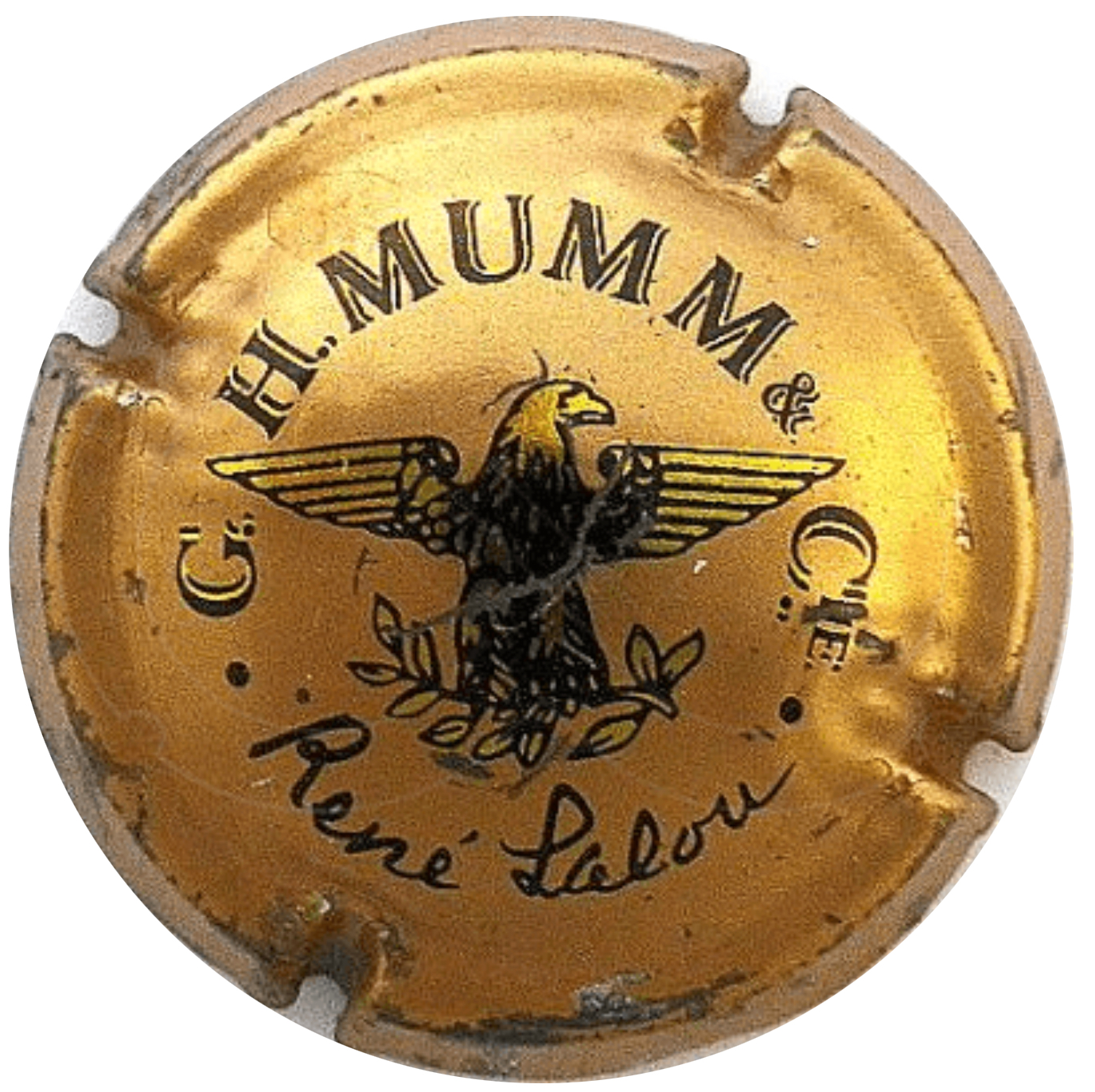
Cuvée René Lalou, capsul

- De Blanc de Blancs is een blanc de blancs monocépage van chardonnay uit de grand cru-gemeente Cramant. Daar groeien de druiven op droge kalksteen.
- De Cuvée René Lalou is de cuvée de prestige van Mumm. De wijn is naar René Lalou genoemd die Mumm van 1920 tot 1973 heeft geleid. De druiven komen uit 12 grand cru-gemeenten.

## Andere producten
Mumm maakt ook in Californië schuimwijn volgens de méthode champenoise, een term die in Europa is vervangen door méthode traditionnelle. De druiven groeien bij Carneros in een wijngaard die Winery Lake heet.